# Galerie du Montparnasse
La Galerie du Montparnasse est une galerie d'art contemporain située à Paris, dans le quartier du Montparnasse. Ayant accueilli plusieurs artistes renommés, elle est célèbre pour avoir introduit l'expressionnisme abstrait en France dans les années 1940.

## Situation et accès
La Galerie est aujourd'hui située au no 55 de la rue du Montparnasse.

## Historique
La Galerie du Montparnasse est une ancienne librairie transformée en galerie d'art au milieu du XXe siècle, et dont Gilberte Sollarco aurait été une des premières directrices.
En novembre 1948, Georges Mathieu et Alfred Russell y organisent une des premières expositions d'expressionnisme abstrait en France, en présentant de nombreuses œuvres d'artistes américains de l'École de New York. Willem de Kooning, Arshile Gorky, Ad Reinhardt, Camille Bryen, Hans Hartung, Georges Mathieu, Mark Tobey, Francis Picabia, Jackson Pollock et Mark Rothko y furent exposés, pour certains pour la première fois en France,.
La Galerie appartient aujourd'hui à la Ville de Paris et à la Mairie du 14e arrondissement de Paris, et continue d'exposer des œuvres d'artistes contemporains.

## Liste d'artistes célèbres exposés
- Joaquín Torres García (1927)
- Fernand Pinal (1927)
- Greta Saur (1948)
- Willem de Kooning, Arshile Gorky, Ad Reinhardt, Camille Bryen, Hans Hartung, Georges Mathieu, Mark Tobey, Francis Picabia, Jackson Pollock et Mark Rothko (1948)
- Jérôme Borel (1989)
- Maurice Mourlot (2003)
- Louis Latapie (2005)
- Jacques Boussard (2009)
- Pierre Jamet (2010)
- Jean-Marc Zaorski (2010)
- Bernard Demiaux (2013)
- Fernand Teyssier (2016)
- Marie-Thérèse Auffray (2023)